# Джош Вагенар
Джош Вагенар (англ. Josh Wagenaar, нар. 26 лютого 1985, Грімсбі) — канадський футболіст, що грав на позиції воротаря. Відомий за виступами в низці європейських клубів, а також національну збірну Канади.

## Клубна кар'єра
У 2002 році Джош Вагенар грав у складі команди Канадської футбольної ліги «Лондон Сіті». Під час навчання в коледжі футболіст грав у команді «Гартвік Гоукс». У 2006 році канадський воротар перейшов до нідерландської команди «АДО Ден Гаг», в якій грав до 2007 року.
У 2008 році Вагенар став гравцем данського клубу «Люнгбю», але ще в цьому ж році перейшов до англійського клубу «Йовіл Таун».
У 2009 році канадський воротар перейшов до шотландського клубу «Фолкерк», проте у складі «Фолкерка» у 2010 році завершив виступи на футбольних полях унаслідок травми.

## Виступи за збірні
У 2002 році Джош Вагенар дебютував у складі юнацької збірної Канади, загалом на юнацькому рівні взяв участь у 3 іграх.
Протягом 2003—2008 років Вагенар грав у складі молодіжної збірної Канади. У складі молодіжної збірної брав участь у молодіжному чемпіонаті світу 2005 року. На молодіжному рівні зіграв у 22 офіційних матчах.
У 2006 році Джош Вагенар дебютував у складі національної збірної Канади. У складі збірної був учасником розіграшу Золотого кубка КОНКАКАФ 2009 року. Загалом протягом кар'єри в національній команді, в якій грав до 2010 року, провів у її складі 4 матчі.